# Montataire
Montataire je francouzská obec v departementu Oise v regionu Hauts-de-France. V roce 2011 zde žilo 12 626 obyvatel. Je centrem kantonu Montataire.

## Vývoj počtu obyvatel
Počet obyvatel 